# Cena Miloslava Švandrlíka
Cena Miloslava Švandrlíka je literární ocenění vyhlašované radou městské části Praha 11 spolu s Obcí spisovatelů. Získává ho nejlepší humoristická kniha sepsaná českým autorem vydaná v předchozím kalendářním roce. Publikaci vybírá ze zaslaných návrhů pětičlenná komise, ve které má dva členy městská část, další dva Obec spisovatelů a poslední místo je určeno nezávislému odborníkovi.

## Laureáti ceny
- 2012
  - Evžen Boček – Poslední aristokratka[2]
- 2013
  - Zdeněk Svěrák – Po strništi bos[3]
  - Ervín Hrych a Pavel Weigel – Krhútská kronika[3]
- 2014
  - Rudolf Křesťan – Proč nemám pistoli[4]
- 2015
  - Ivana Vostřáková – Vysmátá koza aneb Přízrak krásné modelky
  - Alena Kastnerová – O nevyřáděném dědečkovi

- 2016
  - Ladislav Čumba – Wittgensteinova kniha faktů